# كرايغ ماكينا
كرايغ ماكينا (بالإنجليزية: Craig McKenna)‏ هو مصارع رياضي بريطاني، ولد في 2 فبراير 1991.

## وصلات خارجية
- كرايغ ماكينا على موقع قاعدة بيانات المصارعة الدولية (الإنجليزية)
- كرايغ ماكينا على موقع اتحاد ألعاب الكومنولث (مؤرشف) (الإنجليزية)